# Jean Salenave
Jean Salenave est un homme politique français né à une date inconnue et décédé le 25 mars 1800 à Paris.

## Biographie
Administrateur à Bayonne, il est élu député des Basses-Pyrénées au Conseil des Cinq-Cents le 24 germinal an V. Favorable au coup d'État du 18 Brumaire, il siège au Corps législatif jusqu'à son décès.